# Gare de Kadrina
La gare de Kadrina est une gare ferroviaire estonienne située à Kadrina.